# NGC 6729
NGC 6729 (другое обозначение — ESO 396-N*15) — эмиссионная и отражательная туманность в созвездии Южной Короны.
Этот объект входит в число перечисленных в оригинальной редакции «Нового общего каталога».